# Brojilo električne energije
Brojilo električne energije ili električno brojilo je mjerni instrument ili uređaj koji, radi obračuna pri razmjeni ili kupoprodaji, mjeri i bilježi električnu energiju što se kroza nj prenosi. Postavlja se na odabrano mjerno (obračunsko) mjesto, i pokazuje ukupnu električnu energiju koja je njime prostrujala od početka mjerenja.

## Objašnjenje
Električno brojilo je uređaj kojim se mjeri i registrira električna energija isporučena potrošaču u elektroenergetskom sustavu. Za kućanstva se mjeri i obračunava samo djelatna energija, a mjerna jedinica je kilovatsat (kWh). Ovisno o vrsti električnog priključka brojila mogu biti jednofazna ili trofazna. Dvotarifna i višetarifna brojila mogu odvojeno registrirati potrošnju u razdobljima utvrđenih tarifnim sustavom.
Rad klasičnog brojila zasniva se na registriranju okretaja indukcijskog motora na mehaničkom brojilu. Motor ima odvojene namote za napon i struju kojima se postiže da je kutna brzina rotora razmjerna trenutačnoj električnoj snazi, što se može i provjeriti jer je oznaka na rotoru vidljiva kroz otvor na prednjoj ploči. Kako je ukupni zakretni moment rotora jednak integralu kutne brzine u proteklom vremenu, a energija je jednaka integralu snage u vremenu, znači i da je ukupni zakretni moment razmjeran električnoj energiji.
Moderna elektronička brojila množenje napona i struje te integraciju obavljaju elektroničkim sklopovima. Najčešće je u uporabi Hallov osjetnik napona u kojemu se inducira napon razmjeran struji opterećenja. Dalje se logičkim sklopovima vrši množenje napona i struje, a množenjem s proteklim vremenom dobiva se iznos preuzete električne energije koji je ispisan na pokazniku s tekućim kristalima (LCD). Osim Hallove sonde za mjerenje struje se koristi strujni transformator ili precizni otpornik (eng. shunt), te se množenje napona i struje vrši pomoću posebno dizajniranog integriranog kruga (eng. chip).
Naprednija kombi elektronička brojila mjere odvojeno 4 energije: radnu potrošenu, radnu proizvedenu, jalovu induktivnu te jalovu kapacitivnu energiju (električni otpor). Osim energije, elektronička brojila mjere snagu i imaju integriran limitator. Najveća prednost elektroničkih brojila što se mogu umrežavati i očitavati digitalno s ručnim terminalom ili daljinski preko GSM ili fiksnog modema. Ovaj način očitavanja je poznat pod imenom AMR (eng. Automatic Meter Reading). Najčešće elektronička brojila imaju odvojene mjesečne izvještaje potrošnje i snage za najmanje 12 mjeseci i to se zove obračunsko razdoblje (eng. Billing Period). Elektronička brojila najčešće imaju više od dvije tarife i samostalno prebacuju tarife preko vlastitog sata i spremljenih uklopnih vremena. Ovakva brojila mogu imati osim integriranog uklopnog sata i integriran MTU (Mrežno tonsko upravljanje) prijemnik koji sluša komande iz mreže te na osnovu njih prebacuje tarife, mijenja uklopna vremena ili sinkronizira sat brojila. Ovaj tip jednosmjerne, spore, grupne komunikacije se naveliko koristi u energetici za upravljanje.

### Indukcijsko brojilo
Indukcijsko brojilo je jednofazno brojilo za izmjeničnu struju. Sastoji se od dvaju elektromagneta, strujnog i naponskog, i između njih postavljene okrugle aluminijske pločice, što se pod njihovim zajedničkim djelovanjem vrti brzinom razmjernom električnoj snazi u tome trenutku, koju brojilo kroz određeno vrijeme bilježi kao utrošenu električnu energiju. Aluminijska pločica slijedi elektromagnetsko okretno polje proizvedeno električnom strujom i naponom, koji pobuđuju pripadne elektromagnete i stvaraju zakretni moment. Vrtnjom pločice pokreće se mehanizam brojanja okretaja ili elektronički pretvornik za bilježenje impulsa razmjernih broju okretaja. Posebnom je izvedbom elektromagneta omogućeno da se brojilo ugodi tako da bilježi radnu ili jalovu energiju. Pri mjerenju energije u višefaznim elektroenergetskim mrežama upotrebljavaju se i višefazne izvedbe indukcijskih i drugih brojila, pri čemu se u isto kućište ugrađuje potreban broj jednofaznih brojila.

### Elektroničko brojilo
Elektroničko brojilo ima nekoliko prednosti nad indukcijskim, na primjer daljinsko optičko očitavanje bez nazočnosti potrošača, računalnu obradbu svih registriranih stanja i drugo, ali se ne primjenjuje često. Razlog je tomu nepovjerenje korisnika prema novim rješenjima zaštite interesa obiju strana te još uvijek neznatna razlika u cijeni. U Europi su i dalje vrlo raširena indukcijska brojila (točnost 1 do 2%), dok su ih elektronička brojila, s točnošću i do 0,01%, potpuno zamijenila samo u razmjeni većih količina električne energije i kao etalonska brojila u umjernim laboratorijima.

### Brojilo jalove energije
U isporuci električne energije velikim potrošačima, s trošilima kakvi su na primjer elektromotori, veliki elektromagneti, jaki dizalični pogoni, valjaonice, proizvođač ima povećane troškove u izgradnji energetskih izvora (elektrana) i sustava za prijenos i razdiobu električne energije (mreže, trafostanice, elektroenergetska postrojenja) te pri samome mjerenju ukupno isporučene (prividne) energije. Zato veliki potrošači nastoje ugradnjom takozvanih kompenzacijskih elemenata smanjiti udio svojega potroška jalove energije (induktivni jalovi potrošak kompenziraju kapacitivnim elementima i obrnuto), umjesto da im se taj potrošak stalno broji i naplaćuje, što za pojedine vrste pogona može značiti znatnu uštedu, to jest isplativo ulaganje. Postavljanjem dvaju brojila, od kojih jedno mjeri radnu, a drugo jalovu energiju, poboljšavaju se odnosi između distributera i potrošača električne energije.

### Višetarifno brojilo
Višetarifno brojilo (na primjer dvotarifno brojilo za dnevnu skuplju i noćnu jeftiniju električnu struju) nižom cijenom potiče kupca na povećanu potrošnju u razdobljima kada je potrošnja manja, a višom cijenom na smanjenu potrošnju kada je ona veća, kako bi se smanjila razlika između ugrađene (instalirane) i prosječne snage sustava. Višetarifna brojila imaju dva, tri ili više pokaznika s pridijeljenom cijenom po utrošenome kilovatsatu, a svaki je od njih aktivan u strogo određenome razdoblju. Uključivanje pojedinoga pokaznika ostvaruje se spregom sa satom kao prigrađenim posebnim uređajem ili sa satom postavljenim i upravljanim iz zajedničkoga nadzornog središta po zadanoj vremenskoj shemi.

### Brojilo s pokazivačem maksimuma
Brojilo s pokazivačem maksimuma koristi se za posebne namjene mjerenja i obračuna električne energije kod velikih potrošača, na primjer pogona za proizvodnju aluminija elektrolizom, velikih elektromotornih pogona tvornica, valjaonica i slično. Njime se može ustanoviti iznos najvećega potroška između dvaju posljednjih očitanja.

### Vršno brojilo
Vršno brojilo mjeri samo onu električnu energiju koja je utrošena tijekom vremena u kojem je potrošač nadmašio zadano granično opterećenje (graničnu snagu). Prikladnim sustavom izrazito visokih cijena pri obračunu takve vrste potroška, proizvođač električne energije potiče potrošača da vodi računa o svojim vršnim opterećenjima, odnosno da vremenski ravnomjernije rasporedi svoju potrošnju.

### Ampersatno brojilo
Ampersatno brojilo mjeri utrošenu energiju u električnim krugovima istosmjerne struje. Priključuje se u mrežu stalnoga napona napajanja, pa se utrošena energija može iskazati izmjerenim ampersatima. Koristi se u većim industrijskim pogonima galvanizacije ili proizvodnje aluminija, a služi za nadzor potrošnje pojedinih faza tehnološkoga procesa, posebice radi ograničavanja vršnih opterećenja.

## Vanjske poveznice
|  | Zajednički poslužitelj ima još gradiva o temi Brojilo električne energije |